# قطران وترييش

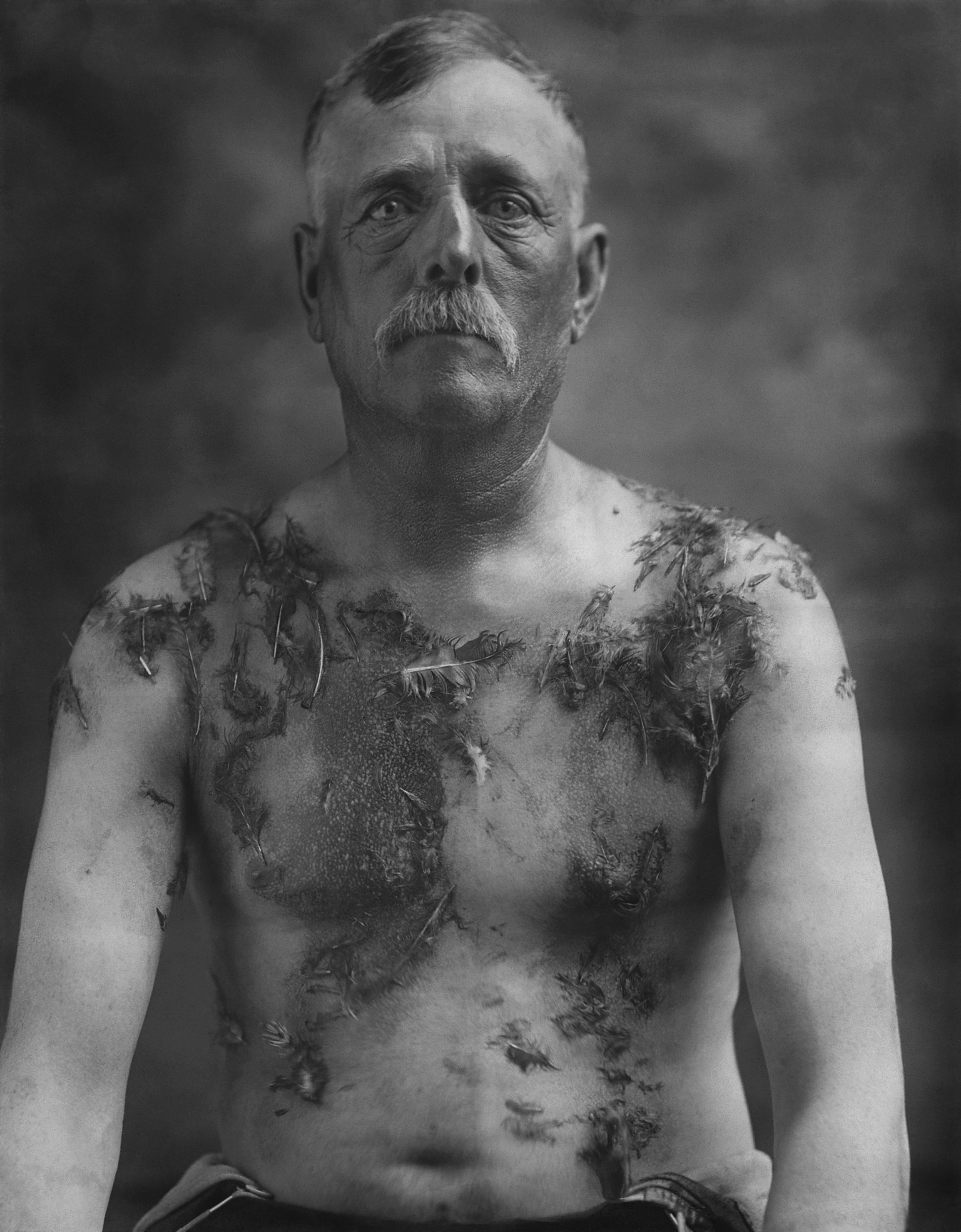

القطران والترييش (بالإنجليزية: Tarring and feathering)‏ هو شكل من أشكال التعذيب والإذلال العلني المُستخدم لفرض العدالة غير الرسمية أو الانتقام. كان يُستخدم في أوروبا الإقطاعية ومُستعمراتها في الحقبة الحديثة المبكرة وكذلك الغرب الأمريكي القديم، وغالبًا عُدت نوعًا من الإعدام دون محاكمة.